# Tourbières du Luitel et leur bassin versant
Tourbières du Luitel et leur bassin versant este o arie protejată (sit de importanță comunitară — SCI) din Franța întinsă pe o suprafață de 306,8 ha, integral pe uscat.

## Localizare
Centrul sitului Tourbières du Luitel et leur bassin versant este situat la coordonatele 45°05′22″N 5°51′25″E / 45.08944°N 5.85694°E.

## Înființare
Situl Tourbières du Luitel et leur bassin versant a fost declarat arie specială de conservare în baza directivei 92/43 din 1992 referitoare la conservarea habitatelor naturale și a faunei și florei sălbatice pentru a proteja 1 specie de plante.

## Biodiversitate
Situată în ecoregiunea alpină, aria protejată conține 5 habitate naturale: Mlaștini oligotrofe degradate, capabile încă de regenerare naturală, Mlaștini împădurite, Lacuri și iazuri distrofice naturale, Păduri de fag Luzulo-Fagetum, Turbării active.
La baza desemnării sitului se află o specie protejată de  plante: Buxbaumia viridis.
Pe lângă speciile protejate, pe teritoriul sitului au mai fost identificate 5 specii de plante, 1 specie de amfibieni, 1 specie de reptile.